# Дистанційно керовані тварини

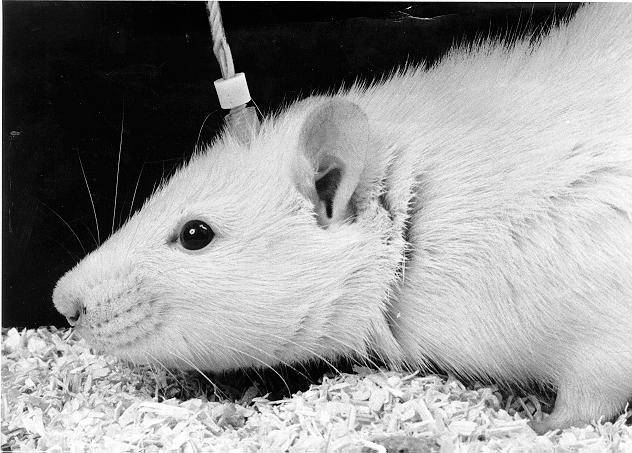
Хронічний підкірковий електрод імплантований в лабораторного пацюка, використовується для подачі електричної стимуляції в мозок.

Дистанційно керовані тварини це тварини, що дистанційно керуються людиною. Деякі програми вимагають імплантацію електродів в нервову систему тварини, підключених до приймача, який, як правило, знаходиться на спині тварини. Тварини управляються за допомогою радіосигналів. Електроди не керують твариною безпосередньо, як керують роботом, скоріше, надсилають сигнал напрямку чи дії, яка потрібна людині оператору, а потім стимулюють центри винагороди тварини, якщо вона виконує дію.  Їх іноді називають  біо-роботами або робо-тваринами. Їх можна розглядати як 
кіборгів так як вони комбінують електронні складові з органічною формою життя. через хірургічне втручання, та моральні і етичні питання існують критичні погляди щодо дистанційного керування тваринами особливо щодо їх добробуту та прав. Подібна, неінвазивна програма стимулює мозок шляхом ультразвуку, що дозволяє керувати твариною. Деякі програми (застосовуються насамперед для собак) використовують вібрації або звуки, що дозволяє керувати рухами тварини. 
Декілька видів тварин були успішно керовані дистанційно. Такі як метелики, жуки, [1] таргани, [2] [3] щури, [4] акули, [5] миші [6] і голуби. [6]
Дистанційно керованих тварин можна використовувати як робочу силу або в різноманітних пошукових чи рятувальних операціях.

## Ссавці

### Щури
Декілька досліджень встановили можливість дистанційного керування щурами з допомогою мікро-електродів імплантованих в їх мозок і стимуляції центру винагороди. Імплантуються три електроди; два - в вентральному постлатеральному ядрі таламуса, що передає лицеву сенсорну інформацію з лівого  правого вусів, та третій в медіальному вузлі переднього мозку, що є центром винагороди в щурів. Третій електрод стимулює центр винагороди, якщо щур робить правильний рух вправо чи вліво. Під час тренування, оператор стимулює лівий чи правий електрод що викликає в щура відчуття дотику вусиків до певної перешкоди. Якщо щур відповідає правильно, то оператор винагороджує його, стимулюючи третій електрод. [4]
В 2002, команда науковців Державного університету Нью-Йорка дистанційно контролювала щурами на відстані 500 метрів використовуючи портативний комп'ютер. Пацюкам можна наказати повернути вліво чи вправо, збиратися на дерева, ходити сходами та стрибати з різних висот. Ними можна навіть командувати в яскраво освітлених місцях, які вони зазвичай уникають. Пацюків кожна використовувати для перенесень камер до людей, що потрапили в зону лиха. [4] [7] [8]
У 2013 році дослідники повідомили про розробку радіо телеметричної системи віддаленого контролювання пацюками з діапазоном 200 метрів. Рюкзак що носили щури включає плату і FM-передавач-приймач, який може генерувати двофазні мікрострумові імпульси. Всі компоненти системи є комерційно доступними і виготовлені шляхом поверхневого монтажу, щоб зменшити розмір (25 х 15 х 2 мм) і вага (10 г з батареєю). [9]

### Собаки
Собаки часто використовуються у разі стихійних лих, на місці злочину і на полі бою, але вони не завжди мають можливість почути команди своїх хазяїв. Командний модуль, який містить мікропроцесор, бездротове радіо, GPS-приймач і гіроскоп можуть бути встановлені собакам. Командний модуль забезпечує вібрації або звукові команди (поставляються через радіо) для собаки, щоб направляти її в певному напрямку або виконувати певні дії. Загальний показник успіху системи управління 86,6%. [7]

### Миші
Дослідники, відповідальні за розробку дистанційного керування голубом, використовуючи імплантати мозку, провели аналогічний успішний експеримент на мишах в 2005 році [6]

## Безхребетні
У 1967 році Франц Хубер вперше застосував електричну стимуляцію мозку комах і показав, що стимуляція грибоподібного тіла викликає складну поведінку, в тому числі інгібування пересування. [16]

### Таргани
Компанія Backyard Brains з США випустили "RoboRoach", комплект таргана з дистанційним управлінням, який вони називають "першим комерційно доступним кіборгом в світі". Проект розпочався в Мічиганському університеті біомедичної інженерії як проект старшого студента у 2010 році [17] і був запущений як бета-версія продукту 25 лютого 2011 [18]. RoboRoach був офіційно випущений у виробництво через TED Talk на TED Global conference, [19] і за допомогою краудсорсингового сайту Kickstarter в 2013 році, [20] комплект дозволяє студентам використовувати мікростимуляції та управляти рухами таргана (вліво і вправо), через Bluetooth, використовуючи смартфон як контролер. RoboRoach був першим комплектом доступним для широкої громадськості для дистанційного керування твариною і фінансувався Національним інститутом Сполучених Штатів психічного здоров'я як пристрій для використання як навчального посібника для сприяння інтересу до неврології. [19] Це фінансування було виділено завдяки схожості між мікростимуляцією RoboRoach і мікростимуляцією що використовується в лікуванні хвороби Паркінсона (Глибока стимуляція мозку) і глухота (кохлеарних імплантів) в організмі людини. Кілька організацій захисту тварин, включаючи RSPCA [21] і PETA [22] висловили стурбованість з приводу етики та добробуту тварин у цьому проекті.
Інша група з Університету Північної Кароліни розробили дистанційного керованого таргана. Дослідники NCSU запрограмували шлях руху для тарганів, відстежування їх розташування здійснювалось з допомогою Xbox Kinect. Система автоматично регулювала рух таргана щоб він залишався на встановленому шляху. [23]

### Жуки

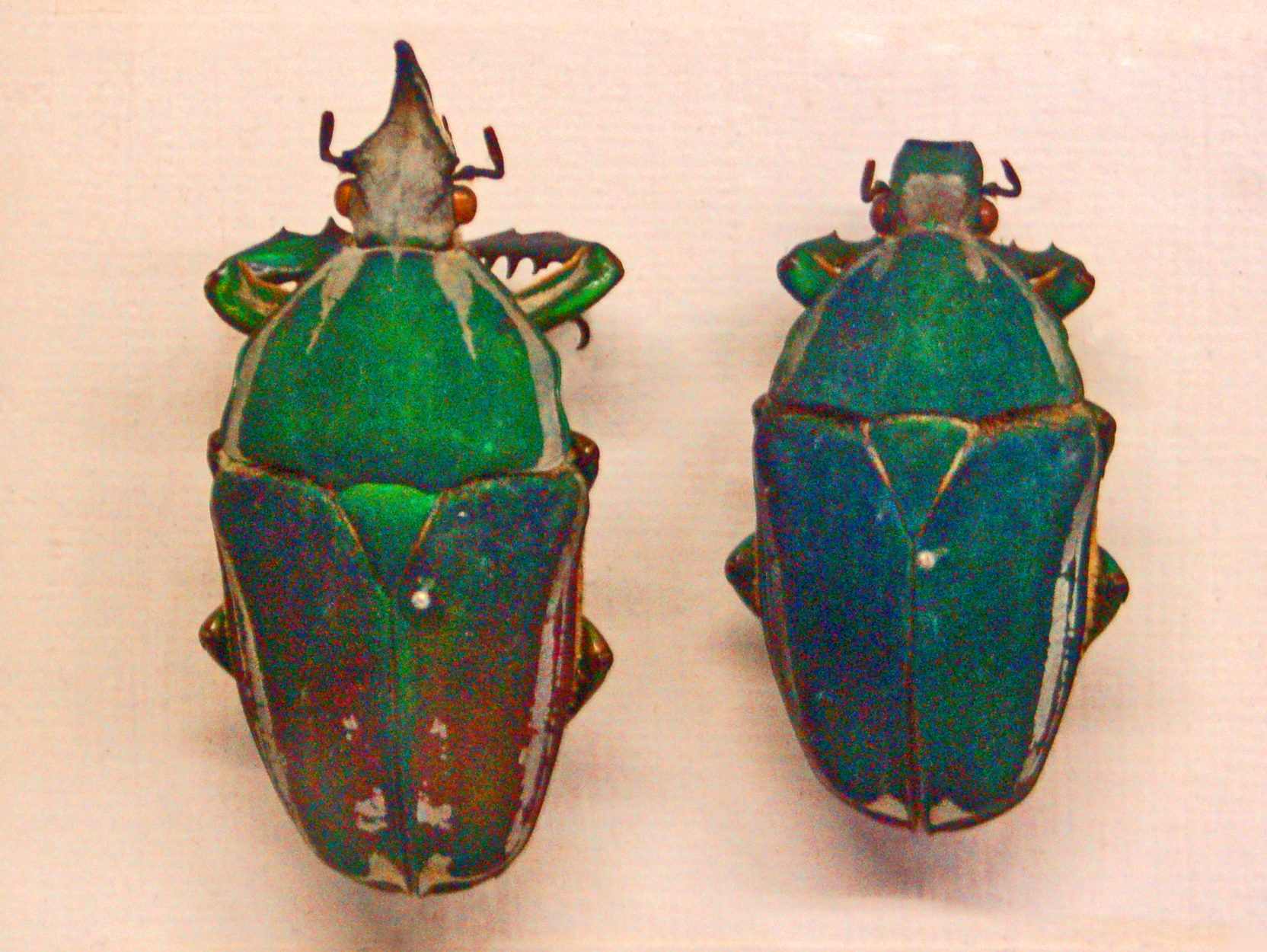
Жуки виду Mecynorrhina torquata чутливі до технології дистанційного керування.

У 2009 році, дистанційне керування літальними рухами Cotinus texana і набагато більших Mecynorrhina torquata жуків було досягнуте в ході експериментів, що фінансуються Агентством передових оборонних дослідницьких проектів США (DARPA). Вага електроніки та батареї означає, що тільки Mecynorrhina є досить сильною, щоб вільно літати під  радіо контролем. Специфічні серії імпульсів, які направляються в середній мозок комахи стимулює їх взліт. Середня тривалість польотів була всього 45 секунд, хоча тривала більше 30 хвилин. Одиночний імпульс викликає у жука сісти на землю знову. Стимуляція м'язів польоту дозволяє контролеру направляти комаху вліво або вправо, хоча це було успішно тільки в 75% подразнень. Після кожного маневру, жуки швидко виправляють себе і продовжують політ паралельно землі. Жуки можуть бути використані для спостереження, однак, було відзначено, що наявні в даний час батареї не можуть забезпечити достатню потужність для запуску електродів і радіопередавачів на довготривалий час. [1 ] [24]

### Дрозофіли
Робота з використанням дрозофіли проводиться без стимулюючих електродів і складається з трьох частин, які викликають потенціали дії в заздалегідь визначених нейронах дрозофіли за допомогою лазерного променя. Центральним компонентом системи дистанційного управління є ліганд-іонний канал закритого АТФ. При АТФ застосовується, поглинання зовнішнього кальцію і індукується генерація потенціалу дії. Інші дві частини системи дистанційного управління включають в себе хімічно зв'язаний АТФ, який вводять в центральну нервову систему за через око мухи, і лазерне світло, здатне вивільнити зв'язаний АТФ. Гігантська системи волокон комах складається з пари великих інтернейронів в мозку, які можуть індукувати  м'язи польоту і стрибка комах. 200 мс імпульс лазерного світла, викликає стрибки, ляскання крил, чи інші рухи польоту в 60% -80% мух. Хоча ця частота нижча, ніж спостерігалося при безпосередньому електричному подразненні гігантської системи волокон, вона вища, ніж таке що  викликається від природними подразниками, такими як вимикання світла. [16]

## Риби

### Акули
Катранові акули були дистанційно керовані шляхом імплантації електродів глибоко в мозк. Коли електричний струм проходить через провід, він стимулює почуття запаху і тварина рухається в напрямку уявної крові в океані. Сильні електричні сигнали імітують сильні запахи і викликають у акули в свою чергу, більш різкі рухи. Акули можуть шукати з допомогою датчиків, вибухівку, або з допомогою камер, записувати фотографії. Також датчики можуть виявляти нафтові розливи або збирати дані про поведінку акул в їх природному середовищі існування. Учені, що працюють з акулами визнають, що вони не впевнені, які саме нейрони вони стимулюють, і тому вони не завжди можуть контролювати напрям акули надійно. Акули реагувати тільки після деякого тренування, а деякі акули не реагують взагалі. Дослідження викликало протести блогерів, які посилаються на дистанційно керованих людьми акул з фільмів жахів. [5]
Альтернативний метод полягає у використанні невеликих гаджетів, прикріплених до носа акули, що випускають запах. [7]

## Рептилії

### Черепахи
Корейські дослідники дистанційного керування черепахами, використали абсолютно неінвазивну систему рульового управління. Червоновуха прісноводна черепахи (Trachemys Scripta elegans) були запрограмовані дотримуватися певного шляху, маніпулюючи природною поведінкою уникнення перешкод черепахами. Якщо ці черепахи бачать що  щось блокує їх шлях в одному напрямку, вони рухаються, щоб уникнути перешкоду. Дослідники прикріпили чорний напівциліндр до черепахи. "Козирок" був розташований навколо заднього кінця черепахи, але міг повертатись навколо з допомогою мікроконтролера і двигуна ліворуч або праворуч, щоб частково блокувати бачення черепахи на одній стороні. Черепаха вважає, що перед нею перешкода і починає рухатись в іншому напрямку. [7]

### Гекони
У деяких тварин існує можливість дистанційного керування окремими частинами тіла. Дослідники з Китаю стимулювали середній мозку геконів з допомогою мікроелектродів з нержавіючої сталі і спостерігали відповідь локомоції спинного вигину, рухи кінцівок, які можна викликати стимуляцією середнього мозку на різній глибині. Стимуляція біля водопроводу головного мозку в сірій зоні викликає спинний вигин, а стимуляція вентральної області покришки - контралатеральний спинний вигин. [26]

## Птахи

### Голуби
У 2007 році дослідники з Китайського університету науки та технологій імплантували мікроелектроди в головний мозок голуба, що дозволило їм дистанційно контролювати його політ вправо, вліво, вгору або вниз. [6]

### Невидимі паркани
У 2007 році повідомлялося, що вчені з Державного об'єднання наукових та прикладних досліджень розробили прототип "невидимого паркану" за допомогою системи глобального позиціонування (GPS) в проекті на прізвисько "рогата худоба без кордонів". Система використовує автономні коміри, які випускають звук, щоб попередити худобу, коли вона наближаються до віртуальної загорожі. Якщо корова бродить занадто близько, комір видає попередження шуму. Якщо вона не відходить, то отримує удар струмом 250-мВт. Межі намальовані в GPS і існують тільки у вигляді лінії на комп'ютері. Там немає проводів або стаціонарних передавачів. Худоба навчилась відступати, почувши сигнал, менше ніж за годину. [27]
Інший тип невидимого паркану використовує підземний провід, який посилає радіосигнали, щоб активувати ударні коміри що носять тварини. Система працює з трьома сигналами. Перший візуальні (білі пластикові прапори з інтервалом по периметру в обгородженому районі), другий звукові (комір випускає звук, коли тварина підходить до підземного кабелю), і, нарешті, є електричний сигнал, щоб вказує що вони досягли паркану. [28]
Інші невидимі паркани є бездротовими. Замість того щоб використовувати підземний кабель, вони випромінюють радіосигнал з центрального блоку, і активуються, коли тварина проходить за межі певного радіусу блоку.